# Cryptocephalus sarbazicus
Cryptocephalus sarbazicus là một loài bọ cánh cứng trong họ Chrysomelidae. Loài này được Lopatin miêu tả khoa học năm 1980.